# バットマン・ファミリー
『バットマン・ファミリー』（英: The Batman Family）は、DCコミックスのスーパーヒーロー「バットマン」に関連するキャラクターを題材にしたアメリカン・コミックスのシリーズ。

## 概要
『バットマン・ファミリー』は1975年から1978年まで出版されていたバットマンがバットガールやロビンと活躍する様子を描いた作品である。1978年からはディテクティブ・コミックスと合併し掲載された。
2002年には『Batman: Family』のタイトルで全8巻のミニシリーズが出版された。